# Copa Interamericana 1994
La Copa Interamericana 1994 fue la decimoquinta edición de este torneo organizado entre Conmebol y Concacaf. Se jugó a partidos de ida y vuelta entre la Universidad Católica de Chile (finalista de la Copa Libertadores 1993) y el Deportivo Saprissa (campeón de la Copa de Campeones de la Concacaf 1993) de Costa Rica.

## Clasificación de los equipos
| Conmebol (Sudamérica)                       |  | Universidad Católica |  | Finalista de Copa Libertadores de América (1993)      |
| Concacaf (Norte, Centroamérica y el Caribe) |  | Saprissa             |  | Campeón de la Copa de Campeones de la Concacaf (1993) |

La clasificación de la Universidad Católica a la Copa Interamericana tuvo el siguiente origen: El club São Paulo de Brasil, que ya había rechazado disputar el trofeo en calidad de campeón vigente de Copa Libertadores 1992 ante Club América de México, monarca de la Copa de Campeones de la Concacaf 1992, volvió a rehusar la final como titular de la Copa Libertadores 1993, ante el Deportivo Saprissa de Costa Rica. A causa de la mayor cantidad de partidos y recaudaciones de la competencia, el club brasileño prefirió jugar la Copa Conmebol, cuya primera ronda, 1 y 11 de noviembre, coincidía con la revancha de la Copa Interamericana. Por consiguiente, avalado por Conmebol, Concacaf y el propio Saprissa, la Universidad Católica de Chile obtuvo una legítima clasificación a la Copa Interamericana 1994 como finalista de Copa Libertadores 1993. Por su parte, Deportivo Saprissa accedió a la final como campeón de la Copa de Campeones de la Concacaf. Finalmente, Universidad Católica ganó el título al Saprissa con un marcador global de 6-4 (1-3, 3-1 y 2-0 en tiempo suplementario).

## Partidos

### Partido de ida
| 1  | POR | Erick Lonnis      |       |
| 3  | DEF | Edwin Salazar     |       |
| 5  | DEF | Víctor Cordero    |       |
| 8  | DEF | Benjamín Mayorga  |       |
| 2  | DEF | Vladimir Quesada  |       |
| 15 | MED | Enrique Díaz      |       |
| 11 | MED | Evaristo Coronado | Salió |
| 7  | MED | Rolando Fonseca   |       |
| 22 | MED | Óscar Ramírez     |       |
| 19 | DEL | Mauricio Wright   |       |
| 9  | DEL | Roy Myers         | Salió |
| DT | DT  | Carlos Linaris    |       |

| 1  | POR | Patricio Toledo   |       |
| 2  | DEF | Raimundo Tupper   |       |
| 3  | DEF | Sergio Vázquez    |       |
| 5  | DEF | Daniel López      |       |
| 4  | DEF | Andrés Romero     | Salió |
| 6  | MED | Mario Lepe        |       |
| 7  | MED | Rodrigo Gómez     |       |
| 8  | MED | Jorge Vázquez     |       |
| 10 | MED | Néstor Gorosito   |       |
| 11 | DEL | Luka Tudor        | Salió |
| 9  | DEL | Alberto Acosta    |       |
| DT | DT  | Manuel Pellegrini |       |

| 24 | MED | Javier Wanchope  | Entró |
| 16 | DEL | Giancarlo Morera | Entró |

| 14 | DEL | Juvenal Olmos   | Entró |
| 15 | DEL | Rodrigo Barrera | Entró |

|  | 20' | Myers    |
|  | 64' | Fonseca  |
|  | 84' | Wanchope |

|  | 71' | S. Vázquez |

| 1  | POR | Erick Lonnis      |       |
| 3  | DEF | Edwin Salazar     |       |
| 5  | DEF | Víctor Cordero    |       |
| 8  | DEF | Benjamín Mayorga  |       |
| 2  | DEF | Vladimir Quesada  |       |
| 15 | MED | Enrique Díaz      |       |
| 11 | MED | Evaristo Coronado | Salió |
| 7  | MED | Rolando Fonseca   |       |
| 22 | MED | Óscar Ramírez     |       |
| 19 | DEL | Mauricio Wright   |       |
| 9  | DEL | Roy Myers         | Salió |
| DT | DT  | Carlos Linaris    |       |

| 1  | POR | Patricio Toledo   |       |
| 2  | DEF | Raimundo Tupper   |       |
| 3  | DEF | Sergio Vázquez    |       |
| 5  | DEF | Daniel López      |       |
| 4  | DEF | Andrés Romero     | Salió |
| 6  | MED | Mario Lepe        |       |
| 7  | MED | Rodrigo Gómez     |       |
| 8  | MED | Jorge Vázquez     |       |
| 10 | MED | Néstor Gorosito   |       |
| 11 | DEL | Luka Tudor        | Salió |
| 9  | DEL | Alberto Acosta    |       |
| DT | DT  | Manuel Pellegrini |       |

| 24 | MED | Javier Wanchope  | Entró |
| 16 | DEL | Giancarlo Morera | Entró |

| 14 | DEL | Juvenal Olmos   | Entró |
| 15 | DEL | Rodrigo Barrera | Entró |

|  | 20' | Myers    |
|  | 64' | Fonseca  |
|  | 84' | Wanchope |

|  | 71' | S. Vázquez |

### Partido de vuelta
| 1  | POR | Patricio Toledo   |     |
| 2  | DEF | Raimundo Tupper   | 67' |
| 3  | DEF | Sergio Vázquez    |     |
| 13 | DEF | Miguel Ardiman    |     |
| 4  | DEF | Andrés Romero     |     |
| 6  | MED | Mario Lepe        |     |
| 19 | MED | Nelson Parraguez  |     |
| 8  | MED | Jorge Vázquez     | 19' |
| 10 | MED | Néstor Gorosito   |     |
| 15 | DEL | Rodrigo Barrera   |     |
| 9  | DEL | Alberto Acosta    |     |
| DT | DT  | Manuel Pellegrini |     |

| 1  | POR | Erick Lonnis     |     |
| 3  | DEF | Edwin Salazar    |     |
| 4  | DEF | Ronald González  |     |
| 8  | DEF | Benjamín Mayorga |     |
| 2  | DEF | Vladimir Quesada |     |
| 15 | MED | Enrique Díaz     |     |
| 24 | MED | Javier Wanchope  | 80' |
| 7  | MED | Rolando Fonseca  |     |
| 22 | MED | Óscar Ramírez    | 69' |
| 19 | DEL | Mauricio Wright  |     |
| 9  | DEL | Roy Myers        |     |
| DT | DT  | Carlos Linaris   |     |

| 14 | MED | Juvenal Olmos      | 19' |
| 17 | DEL | Sebastián Rozental | 67' |

| 11 | DEL | Evaristo Coronado | 80' |
| 20 | DEL | German Rodríguez  | 69' |

|  | 28'   | Romero  |
|  | 30'   | Acosta  |
|  | 90+2' | Olmos   |
|  | 102'  | Ardiman |
|  | 111'  | Barrera |

|  | 35' | Wanchope |

| 1  | POR | Patricio Toledo   |     |
| 2  | DEF | Raimundo Tupper   | 67' |
| 3  | DEF | Sergio Vázquez    |     |
| 13 | DEF | Miguel Ardiman    |     |
| 4  | DEF | Andrés Romero     |     |
| 6  | MED | Mario Lepe        |     |
| 19 | MED | Nelson Parraguez  |     |
| 8  | MED | Jorge Vázquez     | 19' |
| 10 | MED | Néstor Gorosito   |     |
| 15 | DEL | Rodrigo Barrera   |     |
| 9  | DEL | Alberto Acosta    |     |
| DT | DT  | Manuel Pellegrini |     |

| 1  | POR | Erick Lonnis     |     |
| 3  | DEF | Edwin Salazar    |     |
| 4  | DEF | Ronald González  |     |
| 8  | DEF | Benjamín Mayorga |     |
| 2  | DEF | Vladimir Quesada |     |
| 15 | MED | Enrique Díaz     |     |
| 24 | MED | Javier Wanchope  | 80' |
| 7  | MED | Rolando Fonseca  |     |
| 22 | MED | Óscar Ramírez    | 69' |
| 19 | DEL | Mauricio Wright  |     |
| 9  | DEL | Roy Myers        |     |
| DT | DT  | Carlos Linaris   |     |

| 14 | MED | Juvenal Olmos      | 19' |
| 17 | DEL | Sebastián Rozental | 67' |

| 11 | DEL | Evaristo Coronado | 80' |
| 20 | DEL | German Rodríguez  | 69' |

|  | 28'   | Romero  |
|  | 30'   | Acosta  |
|  | 90+2' | Olmos   |
|  | 102'  | Ardiman |
|  | 111'  | Barrera |

|  | 35' | Wanchope |

|                                          |
| Bandera de Chile                         |
| Campeón Universidad Católica 1.er título |